# Albert Van Hoorick
 Albert Alfred Van Hoorick dit Bert  (Alost, 31 janvier 1915 - Alost, 19 février 2000) est un homme politique flamand, membre du Parti communiste de Belgique (PCB) puis du Parti socialiste belge (BSP).

## Biographie
Bert Van Hoorick est né à Alost durant l’occupation allemande, il ne connaitra pas son père qui était alors mobilisé dans l’armée belge et qui décédera deux jours avant l’armistice du 11 novembre 1918.
Après ses études secondaires à l’athénée d’Alost, il entre à 18 ans au Parti communiste de Belgique. Étudiant à l'université à Gand, il se fait connaitre en éditant un tract contre la guerre qui lui vaut de comparaitre en 1935 devant la cour d'assises. Une grande action de solidarité menée par les communistes et les militants antifascistes aussi bien en Belgique qu'aux Pays-Bas conduira à son acquittement.
Très actif lors des grèves de 1936, il est même pour un temps détenu à la prison de Termonde, Bert Van Hoorick part en Espagne et s’engage pleinement en faveur de la République espagnole.
En 1937, les organisations communistes flamandes créèrent une formation distincte du PCB,  le Vlaams Kommunistisch Partij (V.K.P.) afin de renforcer l’enracinement communiste en Flandre, Bert Van Hoorick est secrétaire du VKP. Cette initiative, approuvée par l'ensemble du  PCB (dont elle ne mettait d'ailleurs pas en cause l'unité politique) devait cependant rester sans suite à moyen terme du fait de la situation nouvelle et du climat patriotique qu'engendra la lutte contre l'occupant allemand.
Bert Van Hoorick est mobilisé en septembre 1939 dans l’armée belge et est fait prisonnier le 28 mai 1940 à la suite de la capitulation de la Belgique. Libéré par les autorités allemandes dans le cadre de leur politique pro-flamande, Bert Van Hoorick est de retour à Alost en janvier 1941 où il se lance rapidement dans la presse communiste clandestine et  rejoint  la résistance armée au sein du Front de l'Indépendance. Arrêté par la Gestapo en janvier 1943, Bert Van Hoorick est d’abord détenu au Fort de Breendonk puis est déporté au camp de concentration de Buchenwald. Libéré fin avril 1945, Bert Van Hoorick est l’un des orateurs au meeting commémoratif qu’organise le Front de l'Indépendance le 10 mai 1945 au Cirque royal à Bruxelles.
Stalinien convaincu, il devient l’un de principaux dirigeants flamands du PCB, il est élu député en 1946 pour l’arrondissement d’Alost et entre l’année suivante au conseil communal de sa ville natale. Au cours de son activité de parlementaire, il se fait notamment remarquer par une proposition de loi instituant un sursis pour les personnes mineures condamnées pour fait de collaboration.
Il devient aussi rédacteur du « Rode Vaan », l’édition flamande du « Drapeau Rouge », l’organe officiel du PCB où il travaille notamment avec son grand ami l’écrivain Louis Paul Boon.
Bert Van Hoorick n’est pas réélu député en 1949, mais confirmant son ascension au sein du Parti, il devient en 1951 secrétaire national.  La rupture n’en sera que plus brutale, en raison notamment de la répression de l’insurrection de Budapest par le Pacte de Varsovie en 1956, Bert Van Hoorick quitte le PCB en janvier 1957 et rejoint le Parti socialiste belge dont il devient rapidement l’un des principaux dirigeants à Alost.
En 1958, il redevient député de l’arrondissement d’Alost et il est élu, l’année suivante, Echevin, il le restera durant deux législatures, dans les deux cas sur les listes du BSP. 
Il démissionne de son mandat de député le 3 novembre 1976.

## Sources
- Site du Centre des Archives communistes en Belgique (CArCoB)
- Werner Vandenabeele: “Bert Van Hoorick was dan toch niet de eerste. De KPB en de repressie » in Vlaams Marxistisch Tijdschrift 1999, N° 2